# Policoro
Policoro is een stad in de Zuid-Italiaanse regio Basilicata (provincie Matera).
De stad Policoro ligt op de vruchtbare vlakte van Metaponto op 5 kilometer afstand van de Ionische Zee, nabij de plaats waar de Griekse stad Heraclea in de 6e eeuw v.Chr. gelegen heeft. De lokale economie is vooral gebaseerd op toerisme en landbouw. De akkers rondom Policoro brengen vooral veel aardbeien voort. Het toerisme is vooral geconcentreerd rondom de badplaats Lido di Policoro.
Ten westen van Policoro zijn de resten van Heraclea te bezichtigen. Bij de opgravingen is het Museo Nazionale della Sirtide gevestigd met voorwerpen die aan de Griekse stad en het nog oudere Siris gerelateerd zijn. In zuidelijke richting ligt het natuurpark Bosco Pantano, een oerbos aan de monding van de rivier de Sinni.

## Geboren
- Domenico Pozzovivo (30 november 1982), wielrenner
- Simone Zaza (25 juni 1991), voetballer